# Стела «Город воинской славы» (Старый Оскол)
Памятник-стела «Город воинской славы» — памятник, расположенный на площади Победы в городе Старый Оскол Белгородской области. Открыт 10 сентября 2011 года. Стела установлена в память о присвоении Старому Осколу почётного звания «Город воинской славы».

## История
Город-крепость Оскол, основанный в XVI веке как застава на южных рубежах Русского царства, охранял их от набегов татар на протяжении XVII века. В 1654 году был образован Старооскольский пехотный полк. Он участвовал во многих сражениях, в том числе, в Отечественной войне 1812 года. Воины этого полка всегда отличались мужеством и храбростью.
А в ХХ столетии Старый Оскол сыграл важную роль в борьбе немецко-фашистскими захватчиками. В годы Великой Отечественной войны на территории края погибло свыше 6000 воинов, прах которых хранят 30 братских могил. 40 тысяч старооскольцев ушли на фронт защищать свою Родину от немецких захватчиков, и 22 тысячи не вернулись домой. В городе располагались штаб 40-й армии, политотделы 21-й армии, Курский обком партии.

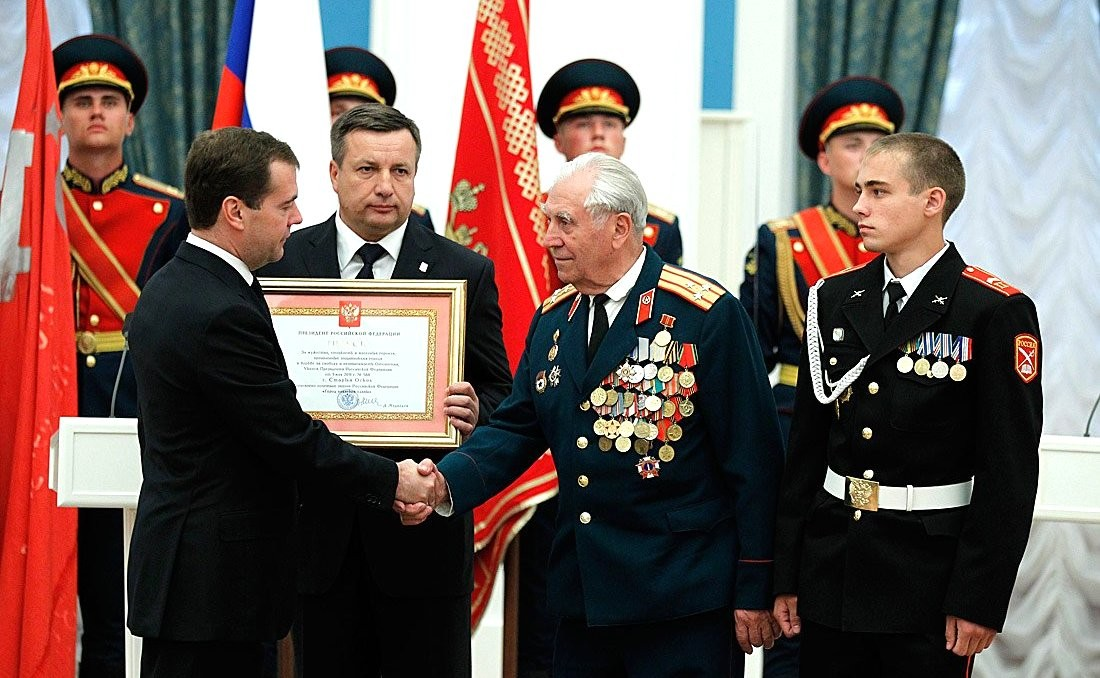
Вручение грамоты о присвоении почётного звания «Город воинской славы» Президентом Российской Федерации Дмитрием Медведевым делегации от Старого Оскола во главе с Павлом Шишкиным

За весомый вклад в подготовку Курской битвы и строительство железной дороги Старый Оскол — Ржава за 32 дня Курский областной комитет Всесоюзного ленинского коммунистического союза молодёжи вручил старооскольцам на вечное хранение Красное знамя. После введения почётного звания России «Город воинской славы» ветераны Великой Отечественной войны выступили с инициативой о присвоении этого звания Старому Осколу, и указом Президента РФ Дмитрия Медведева от 5 мая 2011 года № 588 за мужество, стойкость и массовый героизм, проявленный защитниками города в борьбе за свободу и независимость Отечества, город был удостоен высокой награды. Торжественная церемония вручения грамоты о присвоении городу почётного звания состоялась 22 июня 2011 года в Московском Кремле. 
Согласно Указу Президента РФ от 1 декабря 2006 года № 1340 в каждом из городов, удостоенных такого высокого статуса, должна быть установлена стела, поэтому в Старом Осколе приступили к реализации программы по сооружению памятного знака. Как сообщила газета «Оскольский край», 12 июля 2011 года на строительстве мемориального комплекса на площади Победы выполнен важный этап работы: смонтирован главный элемент — 12-метровая стела. К 10 августа основные работы были завершены, коммунальные службы города и МРСК Центра «Белгородэнерго» приступили к оформлению и приведению в порядок прилегающей территории. К 21 августа рабочие МУП «Оскольские дороги» выполняли плиточные работы. 31 августа стела была спрятана под брезент и в Администрации города было объявлено о её торжественном открытии ко Дню города — 10 сентября. 4 сентября брезент был снят, но 6 сентября — восстановлен.
10 сентября в День города в 15:00 стела торжественно открыта главой администрации округа, депутатами федерального и регионального парламентов. К этому событию 35 деревьев на площади были украшены яркими гирляндами.
2 июня 2014 года в обращение была выпущена памятная монета «Город воинской славы Старый Оскол» номиналом 10 рублей, а 28 августа 2014 года поступила в обращение соответствующая почтовая марка. Исторические события, связанные с присвоением городу почётного звания, отражены в экспозиции Старооскольского краеведческого музея, где хранится ещё один символ — Меч Победы, вручённый Старому Осколу, как и другим городам воинской славы, 9 июня 2022 года в зале Славы Музея Победы в парке Победы на Поклонной горе в Москве. Изготовленный в Златоусте меч покрыт золотом высшей 999,9 пробы и инкрустирован уральскими самоцветами — гранатами, символизирующими пролитую кровь, и голубыми топазами, которые считаются символом мира. Длина мечей составляет 1,2 метра, вес — более пяти килограммов. На клинке, украшенном растительным орнаментом, высечены знаменитые слова князя Александра Невского: «Кто с мечом к нам придет, тот от меча и погибнет». Ранее, в апреле 2015 года, аналогичные Мечи Победы были переданы на вечное хранение городам-героям.

## Описание и изображения
Архитектурно-скульптурное решение памятной стелы «Город воинской славы» утверждено Российским организационным комитетом «Победа» по результатам открытого всероссийского конкурса, в котором в 2008 году победил проект авторского коллектива в составе: Заслуженный архитектор России, действительный член Международной академии архитектуры И. Н. Воскресенский, архитекторы Г. А. Ишкильдина, В. В. Перфильев, Заслуженный художник России, член-корреспондент Российской академии художеств, скульптор С. А. Щербаков.
Памятная стела представляет собой шестиметровую гранитную полированную колонну дорического ордера, увенчанную позолоченным гербом России — фигурой двуглавого орла, размещённого на шаре. На постаменте колонны с западной стороны размещен герб города, с восточной — текст Указа Президента Российской Федерации о присвоении городу почётного звания «Город воинской славы». Также в дополнение композиции установлены 16 барельефов, расположенных на четырёх угловых пилонах, на которых отражена военная история Старого Оскола. 
По замыслу Администрации Старооскольского городского округа, стела олицетворяет подвиг старооскольцев в ходе Великой Отечественной войны, показывает значение Старого Оскола в общем ходе войны. Памятник расположен в центре Северо-Восточного района города, являясь важным элементом мемориального комплекса площади Победы, включающего также памятник Жукову, Аллею Славы с бюстами участников Великой Отечественной войны — Героев Советского Союза, уроженцев Староосколького района, и скульптурную композицию «После боя». 

Стела «Город воинской славы» на площади Победы
Картуш стелы
Нижнее основание стелы с картушем
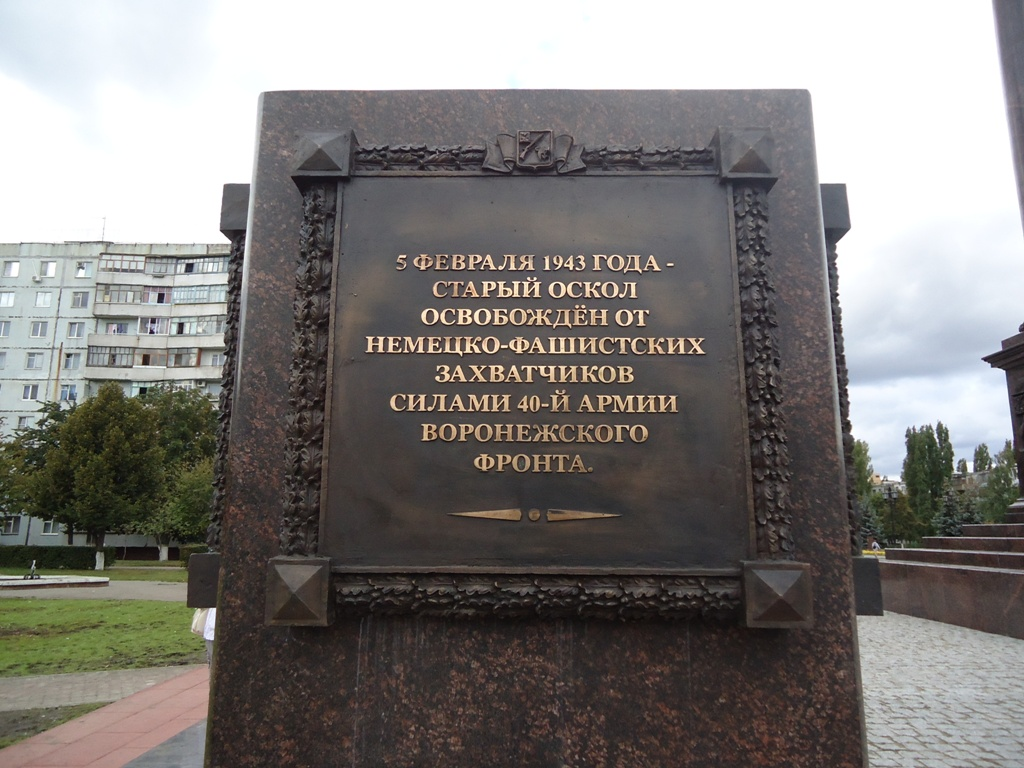
5 февраля 1943 года - Старый Оскол освобождён от немецко-фашистских захватчиков силами 40-й армии Воронежского фронта
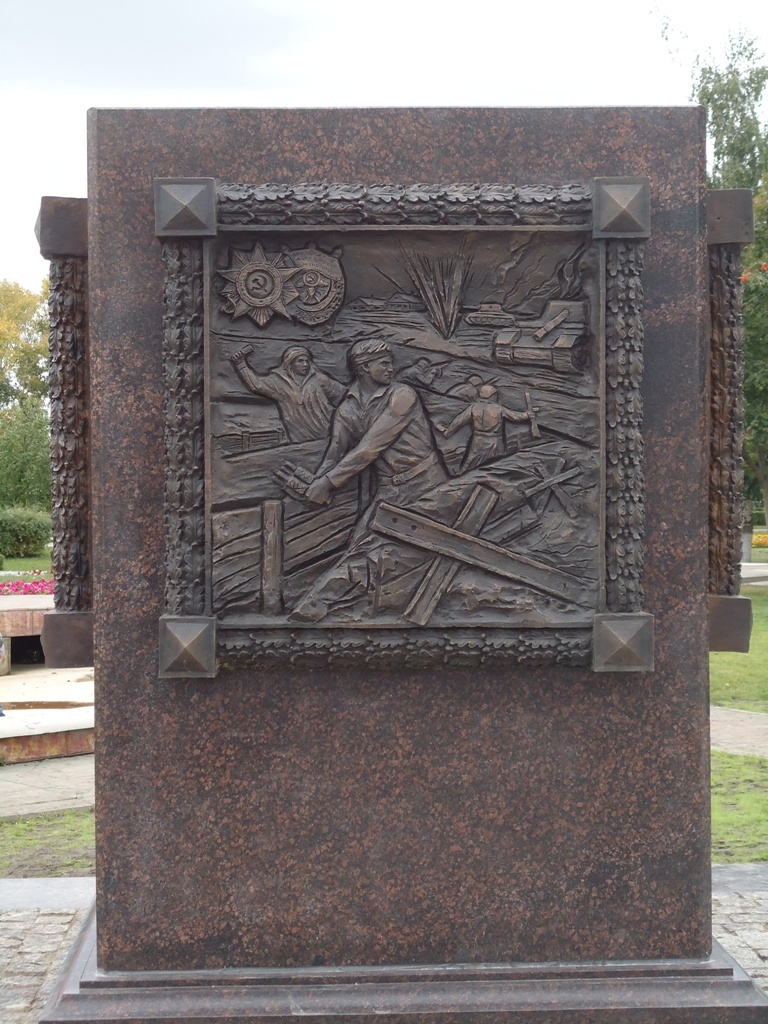
Барельеф, иллюстрирующий подвиг советских воинов в обороне города
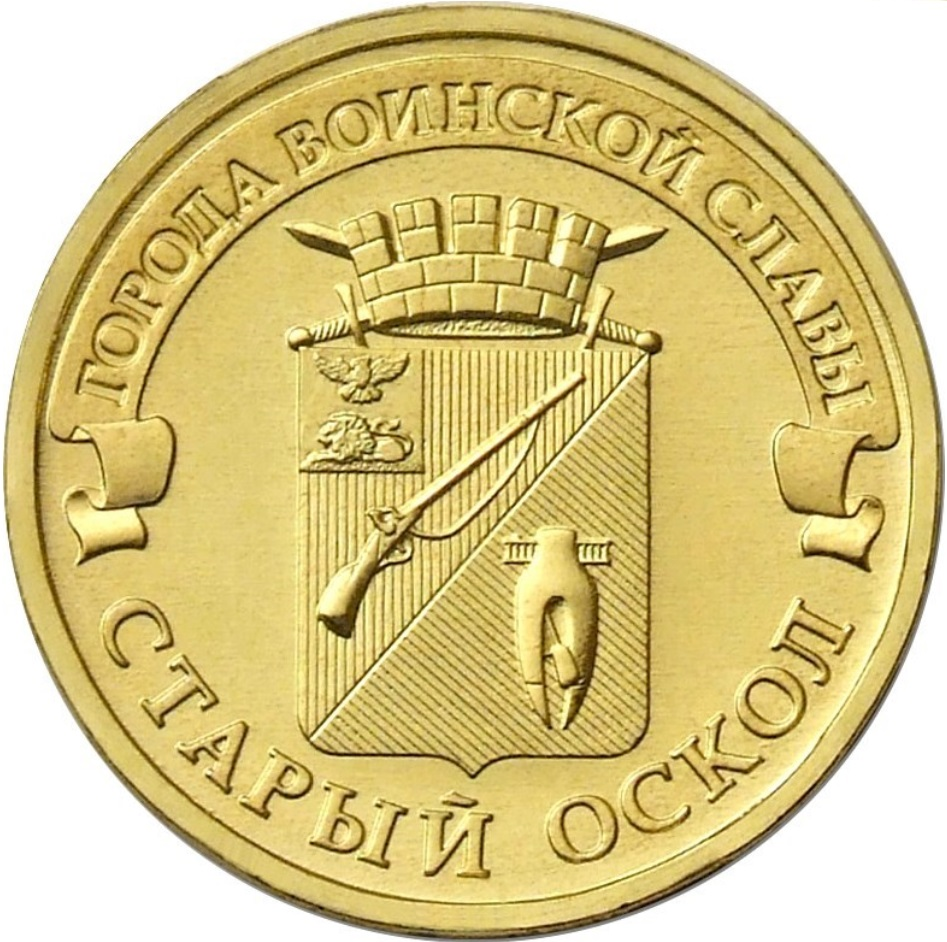
Изображение герба города воинской славы на монете
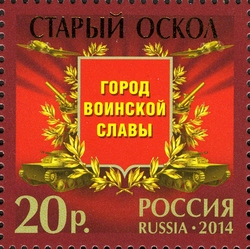
Памятная марка, посвящённая городу воинской славы